# Ascodesmis
Ascodesmis Tiegh. – rodzaj grzybów z typu workowców (Ascomycota).

## Systematyka i nazewnictwo
Pozycja w klasyfikacji według Index FungorumAscodesmidaceae, Pezizales, Pezizomycetidae, Pezizomycetes, Pezizomycotina, Ascomycota, Fungi.
Gatunki występujące w Polsce
- Ascodesmis microscopica (P. Crouan & H. Crouan) Le Gal 1949
- Ascodesmis nigricans Tiegh. 1876

Nazwy naukowe na podstawie Index Fungorum. Wykaz gatunków według M.A. Chmiel.